# عبدالله بن جعفر
عبدالله بن جعفر بن ابوطالب برادرزاده علی بن ابی طالب بود. پدرش جعفر از اولین اسلام آورندگان بود و جزو مسلمانانی بود که به حبشه مهاجرت کردند. او همسر  زینب بنت علی بود.

## دوران کودکی و جوانی
عبدالله در زمانی که پدرش در حبشه بود، متولد شد. مادرش اسما بنت عمیس خثعمیه بود که بعد از کشته شدن جعفر در سریه مؤته، با ابوبکر ازدواج کرد و محمد بن ابوبکر را به دنیا آورد. عبدالله به خاطر بخششهایش مشهور شد و لقب بحر الجود را کسب کرد.

## همسران و فرزندان
عبدالله بن جعفر با زینب دختر علی‌ بن ابی‌طالب ازدواج کرد.
ثمره این ازدواج چهار فرزند پسر (علی، عباس، عون، محمد) و یک دختر به نام ام کلثوم بود. 
عبدالله در زمان حیات زینب، با لیلا دختر مسعود نیز ازدواج کرد، 
و پس از درگذشت زینب، خواهر وی، ام کلثوم را به همسری گرفت.

## دوران خلافت علی
به نظر می‌رسد که وی فعالیت سیاسی مهمی نداشته، گرچه نامش در زمان خلافت علی و پس از آن در چندین جا در تاریخ آمده‌است. وقتی که معاویه با شایعاتی در صدد تخریب وجهه قیس بن سعد، والی علی در مصر بود، عبدالله بن جعفر به علی پیشنهاد داد که قیس را بردارد و محمد بن ابی بکر را به جایش به مصر بگمارد. علی بالاخره راضی شد و این کار را کرد. اما انتخاب محمد بن ابی بکر در سال ۳۶ هجری/۷–۶۵۶ میلادی، باعث شد که مصر در مدت کوتاهی دچار کشمکش و آشوب گردد.

## دوران خلافت یزید
در سال ۶۰ هجری/۶۸۰ میلادی پس از روی کار آمدن یزید و در هنگامی که مردم کوفه به حسین نامه نوشتند تا به آنجا بیاید و زمام امورشان را در دست بگیرد، عبدالله تلاش کرد حسین را از این کار بازدارد، اما موفق نشد. او حسین را در سفر به کوفه و نبرد کربلا همراهی نکرد. در اینکه چرا وی حسین را همراهی نکرده‌است، هیچ گزارش تاریخی وجود ندارد؛ اما احتمال‌های بسیاری داده شده‌است. از جمله اینکه وی برای باقی ماندن نسل بنی‌هاشم وظیفه داشت تا در مدینه بماند و با توجه به موقعیتی اجتماعی که داشت، از سوء قصد بنی‌امیه در امان بماند.

## مرگ

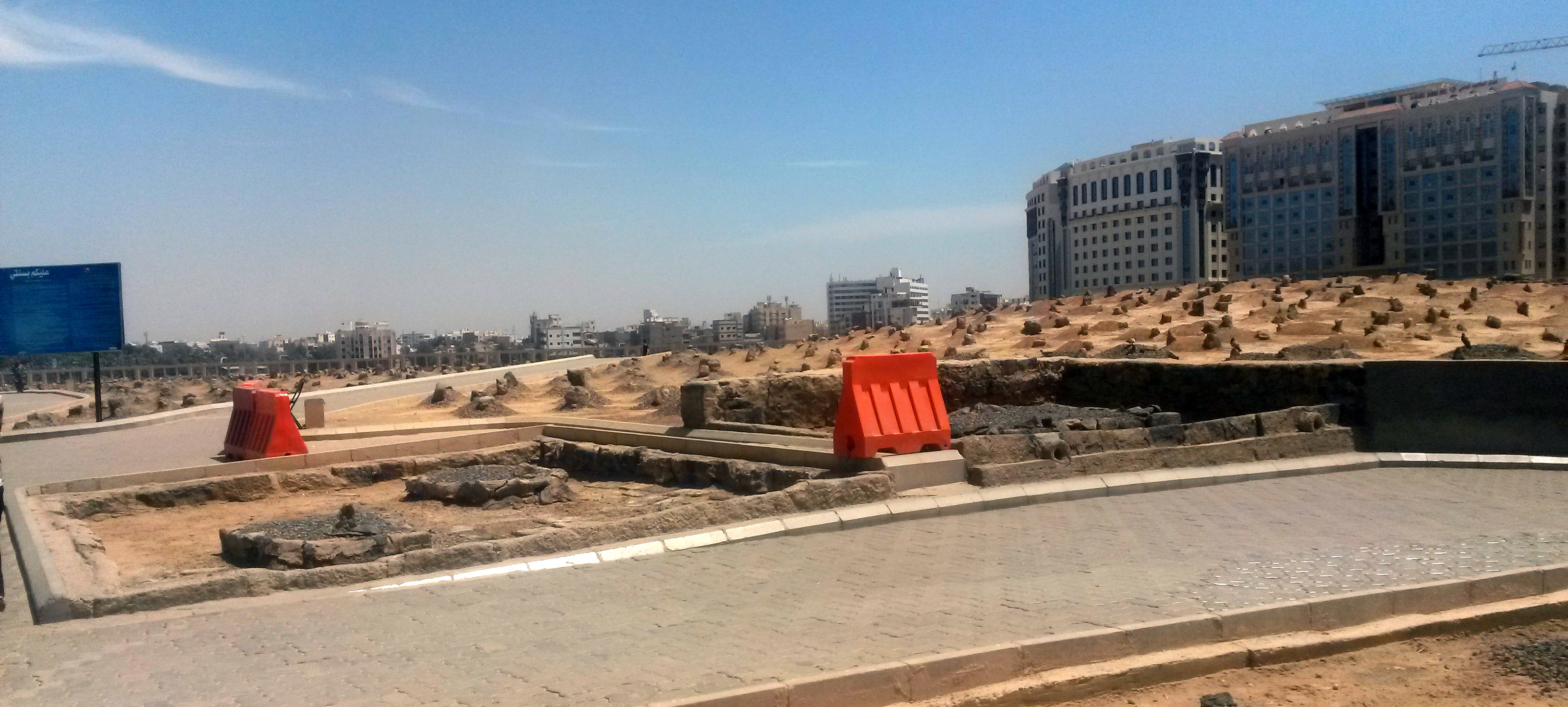
دو قبر سمت چپ عقیل بن ابی‌طالب (پایین) و عبدالله بن جعفر

در منابع سالهای مختلفی برای مرگ عبدالله ذکر شده همانند ۸۰، ۸۵، ۸۷ و ۹۰ هجری.